# 동광로 (서울)
동광로(東光路)는 동작대로 경문고교사거리에서 서초대로 및 명달로와 만나는 사거리 (명칭 제정 예정)를 잇는 도로이다.